# Roger Frappier

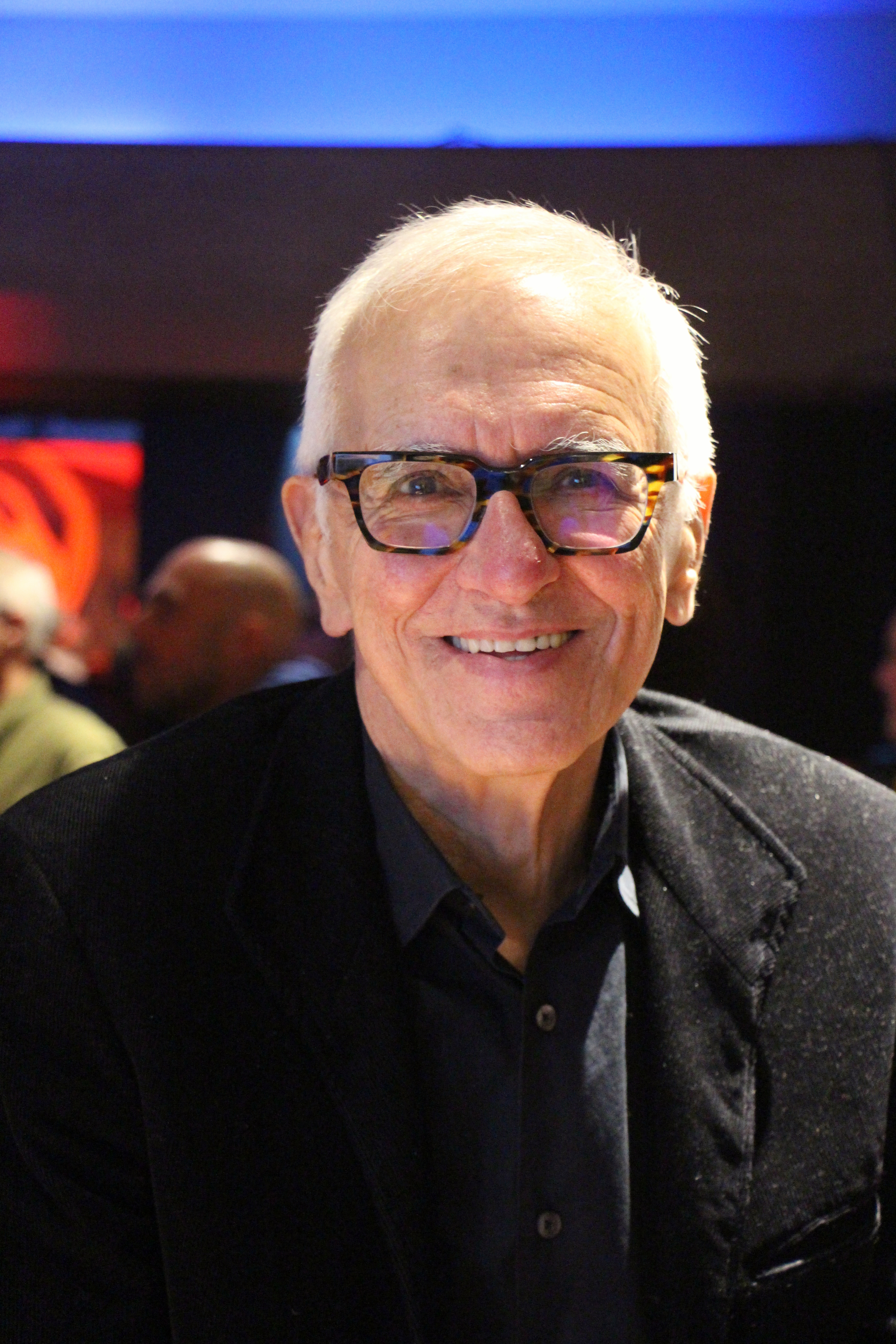
Roger Frappier (2023)

Roger Frappier (* 14. April 1945 in Saint-Joseph-de-Sorel, Québec) ist ein kanadischer Filmproduzent und Filmregisseur.

## Leben
Roger Frappier wurde 1945 in Saint-Joseph-de-Sorel geboren. Ab Anfang der 1980er Jahre war er für das National Film Board of Canada tätig, wo er eine Gruppe von Drehbuchautoren und Filmregisseuren zusammenstelle, mit denen er fortan an Filmdramen arbeitete. Frappier verließ das NBC im Jahr 1986 und gründete mit Pierre Gendron Max Films.
Der von ihm produzierte Film The Power of the Dog von Jane Campion erhielt im Rahmen der Oscarverleihung 2022 insgesamt 12 Nominierungen, unter anderen als bester Film.

## Filmografie (Auswahl)
- 1986: Der Untergang des amerikanischen Imperiums (Le Déclin de l’empire américain)
- 1989: Jesus von Montreal (Jésus de Montréal)
- 1993: Liebe und andere Grausamkeiten (Love and Human Remains)
- 1998: Der 32. August auf Erden (Un 32 août sur terre)
- 2000: Maelström
- 2002: La Turbulence des fluides
- 2008: Borderline – Kikis Story (Borderline)
- 2013: Die große Versuchung – Lügen bis der Arzt kommt (The Grand Seduction)
- 2013: Die große Verführung (La grande séduction)
- 2021: The Power of the Dog
- 2024: Ababouiné

## Auszeichnungen
British Academy Film Award
- 1991: Nominierung für den besten nichtenglischsprachigen Film (Jesus von Montreal)
- 2022: Auszeichnung für den besten Film (The Power of the Dog)

Genie Award
- 1982: Nominierung in der Kategorie Best Theatrical Short (Voyage de nuit)
- 1987: Auszeichnung für den besten Spielfilm (Der Untergang des amerikanischen Imperiums)
- 1987: Auszeichnung mit dem Golden Reel Award (Der Untergang des amerikanischen Imperiums)
- 1988: Auszeichnung für den besten Spielfilm (Night Zoo - Kreaturen der Nacht)
- 1990: Auszeichnung für den besten Spielfilm (Jesus von Montreal)
- 1990: Auszeichnung mit dem Golden Reel Award (Jesus von Montreal)
- 1991: Auszeichnung mit dem Golden Reel Award (Ding et Dong le film)
- 2001: Auszeichnung für den besten Spielfilm (Maelström)
- 2004: Nominierung für den besten Spielfilm (Die große Versuchung – Lügen bis der Arzt kommt)
- 2007: Nominierung für den besten Spielfilm (Guide de la petite vengeance)

Oscar
- 2022: Nominierung für den besten Film (The Power of the Dog)